# Vayssierea cinnabarea
Vayssierea cinnabarea is een slakkensoort uit de familie van de Okadaiidae. De wetenschappelijke naam van de soort is, als Pellibranchus cinnabareus, voor het eerst geldig gepubliceerd in 1944 door Ralph.